# 1578 a tudományban
Az 1578. év a tudományban és a technikában.

## Felfedezések
- a spanyolok megalapítják Tegucigalpa városát

## Születések
- William Harvey, angol orvos († 1657)
- Benedetto Castelli, olasz tudós († 1644)

## Halálozások
- Pedro Nunes matematikus (* 1502)
- Thomas Doughty, angol felfedező
- Thomas Stuckley, angol felfedező
- Pierre Lescot, francia építész(* 1515)